# Шмитт, Отто Герберт
Отто Герберт Арнольд Шмитт (англ. Otto Herbert Arnold Schmitt, 6 апреля 1913 — 6 января 1998) — американский биофизик, изобретатель, инженер, администратор науки, внёсший значительный вклад в развитие методов и технических средств биомедицинских исследований. В 1930-е годы Шмитт изобрёл нелинейный пороговый элемент — триггер Шмитта — и усовершенствовал базовые электронные каскады — дифференциальный каскад, катодный повторитель и усилитель постоянного тока типа модулятор-демодулятор; в 1940-е годы Шмитт изобрёл визуализатор электрокардиографических сигналов и бесконтактный радиочастотный преобразователь стимулирующих импульсов для электрофизиологических приборов.

## Биография

### Происхождение. Ранние работы
Отто Шмитт родился в преуспевающей семье лютеран из Сент-Луиса. Уже немолодые родители Отто совместно управляли семейным предприятием; старший брат Фрэнсис, которому было суждено стать наставником и покровителем Отто, был на десять лет старше его. В 1927 году, когда Отто перешёл из начальной школы в среднюю, Фрэнсис получил докторский диплом по физиологии в сент-луисском Университете Вашингтона и перешёл в постдокторантуру Университета в Беркли, а затем отправился в Европу. Осенью 1929 года Фрэнсис вернулся в Университет Вашингтона на должность преподавателя кафедры зоологии, которая недавно переехала в новое здание и практически не имела лабораторного оборудования. Шестнадцатилетний Шмитт стал первым помощником старшего брата в обустройстве лаборатории, получив тем самым опыт практического приборостроения и научных исследований. По рекомендации профессоров, приметивших способного школьника, Шмитт-младший досрочно сдал экзамены за последний год школьной программы и в сентябре 1930 года поступил в бакалавриат Университета Вашингтона. Не имея твёрдых планов на будущее, Отто сосредоточился одновременно на двух дисциплинах — зоологии и физике.
В марте 1931 года, когда семнадцатилетний Отто учился ещё на первом курсе, журнал Science опубликовал его первую научную статью («Способ стабилизации температуры с помощью вакуумных ламп»); всего же в 1931—1934 годах Отто стал автором восьми статей в реферируемых журналах (три единолично и пять в соавторстве с братом). В марте 1933 года он подал патентную заявку и год спустя получил патент США на принцип использования источников тока на пентодах в качестве активной нагрузки усилительных каскадов, позволивший многократно повысить их коэффициент усиления. Вскоре корпорация RCA использовала идею Шмитта и наотрез отказалась выплачивать изобретателю роялти без судебного решения. Затраты на тяжбу были для Шмитта запретительно велики, он отказался от продолжения спора, а в последующие годы зачастую даже не пытался патентовать собственные идеи и изобретения.
По окончании университетского курса, летом 1934 года, Отто перешёл в докторантуру — также на стыке зоологии и физики — и под руководством Фрэнсиса занялся разработкой биофизических методов исследования нервной системы. За три неполных года он построил экспериментальный стенд — аналоговый вычислитель, имитировавший генерацию и прохождение электрических сигналов в нервах; в рамках этого проекта он изобрёл свои важнейшие схемотехнические решения, впервые изложенные в его докторской диссертации. Её защита состоялась в мае 1937 года и была вознаграждена годовой стипендией национального совета научных академий; в августе Шмитт женился на своей сокурснице и ассистенте, преподавателе математики Виоле Мюнш, а в сентябре молодожёны отправились в Университетский колледж Лондона, в лабораторию нобелевского лауреата Арчибальда Хилла. В Англии Шмитт подготовил к публикации статьи, описывавшие его разработки 1934—1937 годов, включая опубликованную в январе 1938 года статью о «термионном триггере» (триггере Шмитта), и занялся экспериментальными биофизическими исследованиями нервной системы кальмаров (благодаря гигантскому размеру аксонов кальмары служили удобным модельным организмом).

### Военные и послевоенные годы
Вернувшись в Университет Вашингтона за несколько дней до начала Второй мировой войны, Шмитт довольствовался скромной должностью младшего преподавателя, не оставлявшей времени на научные исследования и не сулившей карьерного роста. Положение изменилось лишь весной 1941 года, когда Фрэнсис, возглавивший кафедру биологии Массачусетского технологического института, попытался переманить Отто к себе. Шмитт, не желавший оставаться в тени старшего брата, сумел добиться от руководства Университета Вашингтона выгодных условий и перешёл на полноценную учебно-научную работу с собственным бюджетом на исследования и научным руководством аспирантами. Однако вскоре по настоянию Вэнивара Буша Шмитт был мобилизован на военно-прикладные исследования — вначале в стенах Университета, а с января 1942 года — в государственной Лаборатории авиационных приборов (Airborne Instruments Laboratory, AIL) на Лонг-Айленде. В течение войны Шмитт конструировал и испытывал противолодочные магнитометры, авиационные тренажёры, устройства для размагничивания кораблей. Среди изобретений Шмитта этого периода — рассекреченный после войны стереоскопический дисплей для радиолокационных станций, позволявший оператору рассматривать цель под произвольно выбранным углом. Это и другие его изобретения были запатентованы по настоянию руководства лаборатории; сам же Шмитт не интересовался патентованием и передал все права на свои работы федеральному правительству.
В сентябре 1946 года супруги Шмитт переехали обратно в Сент-Луис: несмотря на более чем двукратное падение в доходах, они предпочли службе в приватизированной к тому времени AIL чисто научную работу в университете. Шмитт возобновил исследования нервной системы кальмаров и в 1948 году опубликовал описание своего очередного крупного изобретения — бесконтактного радиочастотного преобразователя стимулирующих импульсов. Заняв в 1949 году пост полного профессора, Шмитт сосредоточился на адаптации военно-прикладных разработок для практической медицины. Первым результатом этой работы стал «стереовектор-электрокардиограф» (SVEC) — трёхмерный дисплей ЭКГ на базе его изобретений военного времени.

### Административная и общественная деятельность
Шмитт до конца жизни работал на стыке медицины и электроники; в конце 1960-х годов именно он ввёл в оборот понятие biomimetics, по-русски бионика. С годами он всё более погружался в организаторскую, общественную сторону научной деятельности; не будучи искушён во внутриуниверситетской политике, на национальном уровне он оказался чрезвычайно активным и эффективным координатором и пропагандистом науки. Шмитт стоял у истоков множества научных и профессиональных ассоциаций и постоянно находился в движении, путешествуя внутри страны и за её границами (только в 1960 году он налетал в деловых поездках более 80 тысяч миль). В 1958—1961 годах он возглавлял научный совет ВВС США по вопросам космической медицины, в 1970-е годы — совет по вопросам медицинской безопасности связи на сверхдлинных волнах. В университете Шмитт отказывался от учреждения особой кафедры биофизики, но на национальном уровне добился признания Национальными институтами здравоохранения, распределявшими бюджетное финансирование науки, биофизики как отдельной дисциплины. Шмитт по-прежнему не доверял юридической, патентной стороне научной деятельности и призывал коллег-учёных не препятствовать «краже идей» теми, кто способен реализовать их на практике: «Примерно раз в месяц я могу позволить предпринимателям или политикам украсть мою идею… это всего лишь один из способов распространения нового. Это „маркетинговый ход“, позволяющий мне внедрить в общество полезную идею, не связываясь ни с финансистами, ни с чиновниками». В распространении знаний Шмитт полагался в первую очередь на личное общение и устную речь; он мало писал и мало публиковался. Единственная книга, «написанная» им единолично («Электронные и компьютерные исследования биомедицинских проблем»), — это дословная стенограмма трёхдневного семинара, проведённого в сентябре 1961 года.
В 1979 году Шмитт был избран действительным членом Национальной инженерной академии; среди полученных им профессиональных наград и премий — премия Морлока (Morlock Prize, 1963), медаль Столетия (Centennial Medal, 1987) и медаль за заслуги всей жизни (Lifetime Achievement Award, 1987) Института инженеров электротехники и электроники. В 1983 году, согласно университетскому уставу, семидесятилетний Шмитт перешёл на положение эмерита. Разочарованный тем, что многие коллеги воспринимали его не как учёного-энциклопедиста, но как технаря-приборостроителя, Шмитт сосредоточился на общественной деятельности. Он осуждал нездоровое, с его точки зрения, состояние национальной политики здравоохранения и настаивал на её реформе с твёрдых научных позиций. Рациональный, научный подход Шмитта к администрированию медицины уживался с иррациональной верой во взаимосвязь тела и сознания, которая с годами привела его к признанию возможности паранормальных явлений (по воспоминаниям Шмитта, он уверовал в сверхъестественное ещё в семилетнем возрасте, пережив виде́ние призрака умершей бабушки).
Шмитт продолжал активную деятельность до смерти жены в 1994 году; оставшись в одиночестве, он начал быстро угасать. Три года спустя Шмитт, страдавший болезнью Альцгеймера, скончался в доме престарелых в Миннеаполисе.

## Научное наследие
Крупнейшими по числу публикаций сферами интересов Шмитта были практическая электрокардиография (93 работы) и междисциплинарная тематика биомедицинского или клинического приборостроения. Несколько работ 1960-х годов посвящены проблемам хронобиологии; в 1970 году Шмитт стал соавтором американской программы космических хронобиологических исследований (реализована частично).
21 работа Шмитта посвящена экспериментальной электрофизиологии: вольт-амперным характеристикам клеточных мембран, изменениям сопротивления и ёмкости мембран при возбуждении внешним стимулом, распространению электрических стимулов. Работы этого круга, если судить по важности тем, уровню журналов и уровню соавторов (в их числе нобелевские лауреаты Арчибальд Хилл и Бернард Кац), — высшее достижение Шмитта. Однако ему было суждено войти в учебники не как биофизику, а как разработчику триггера Шмитта.

### Вклад в электронику
Из примерно трёхсот опубликованных статей и шестидесяти патентов Шмитта менее 3 % посвящены непосредственно электронике, точнее — электронике биомедицинских приборов. Именно эти работы имели наибольшее практическое значение и принесли Шмитту признание за пределами сообщества биофизиков.
Триггер Шмитта — нелинейная схема с двумя порогами переключения — был разработан Шмиттом единолично в 1934—1937 годах, как часть опытного стенда, моделировавшего прохождение электрических сигналов в нервных клетках. Шмитт знал, что при возбуждении клеточной мембраны электрическим сигналом её активное и ёмкостное сопротивления скачкообразно меняются и что пороги перехода из «низкого» состояния в «высокое» различаются. Для моделирования электрических свойств мембраны он применил схему на трёх триодах (входном усилителе и дифференциальной паре — собственно триггере Шмитта), посредством реле физически подключавшую конденсатор в тракт прохождения сигнала. Подробное, но недостаточно ясное описание работы схемы Шмитт изложил в докторской диссертации 1937 года, сокращённое описание — в журнальной статье 1938 года. Каким образом схема Шмитта распространилась за пределы биомедицинского приборостроения, достоверно неизвестно, но она (точнее, её принцип, воплощённый в иных схемотехнических решениях) стала базовым элементом и аналоговой, и цифровой системотехники, а имя Шмитта вошло в учебники наравне с именами Кирхгофа и Тевенена.
Другая публикация Шмитта 1937 года описывала дифференциальный каскад для усиления слабых биологических сигналов. Эта тема, в отличие от триггера Шмитта, привлекала множество параллельно работавших исследователей. В 1936—1937 годах свои версии дифференциального каскада предложили Алан Блюмлейн и Франклин Оффнер, однако их схемы были предназначены для усиления высокочастотных сигналов и не могли служить усилителями постоянного тока. Схема Шмитта 1937 года, в свою очередь, неудовлетворительно подавляла синфазную помеху, зато могла усиливать постоянный ток и была построена не на триодах, а на пентодах. В 1938 году Шмитт опубликовал новую конструкцию дифференциального каскада, оптимизированную для работы в асимметричном инвертирующем режиме и способную усиливать постоянный ток. Наконец, в 1941 году Шмитт опубликовал развёрнутый анализ работы дифференциального каскада, включая применение локальной обратной связи через катодные сопротивления, и альтернативную конфигурацию с двумя источниками тока и одним сопротивлением обратной связи.
Третье крупное изобретение Шмитта — бесконтактный радиочастотный преобразователь стимулирующих импульсов для электрофизиологических исследований — так же, как и триггер Шмитта, восходит к его опытам 1930-х годов. Биофизики-экспериментаторы столкнулись с проблемой гальванической и ёмкостной связей между источником возбуждающих импульсов и приёмником (датчиком) отклика организма; помеха, поступавшая через эти связи на вход высокочувствительного усилителя, порождала длительную перегрузку. Шмитт предложил разорвать связь в возбуждающем тракте, отделив источник импульса от возбуждающего электрода прослойкой воздуха. Выходной импульс источника поступал на простой одноламповый генератор высокой частоты, а генерируемый сигнал демодулировался пассивным детектором на германиевом диоде. В отличие от изолирующих трансформаторов, бесконтактный преобразователь Шмитта мало искажал форму импульса и потому стал непременной частью электрофизиологических приборов.